# Asha Parekh
Asha Parekh (India, 2 oktober 1942) is een voormalig Indiaas actrice, televisieregisseur en televisieproducent. Ze heeft gedurende haar carrière in veel succesvolle films gespeeld en wordt gezien als de best betaalde actrice van de jaren zestig en zeventig. In 1992 werd ze door de Indiase regering geëerd met de Padma Shri voor haar bijdrage aan de Indiase filmwereld. In 1999 stopte ze met haar carrière.

## Prijzen en onderscheidingen
- Filmfare Award for Best Actress (1971)
- Filmfare Lifetime Achievement Award (2002)
- Kalakar Awards (2018)

## Filmografie
Een onvolledige lijst van Parekh's films:
- Dil Deke Dekho (1959)
- Jab Pyar Kisise Hota Hai (1961)
- Ziddi (1964)
- Do Badan (1966)
- Love In Tokyo (1966)
- Teesri Manzil (1966)
- Upkar (1967)
- Kati Patang (1971)
- Caravan (1971)
- Main Tulsi Tere Aangan Ki (1978)